# Нураминис
Нураминис (итал. Nuraminis) је насеље у Италији у округу Каљари, региону Сардинија.
Према процени из 2011. у насељу је живело 2324 становника. Насеље се налази на надморској висини од 88 м.

## Становништво
Према резултатима пописа становништва 2011. у општини је живело 2.606 становника.
| 1931. | 1936. | 1951. | 1961. | 1971. | 1981. | 1991. | 2001. | 2011. |
| ----- | ----- | ----- | ----- | ----- | ----- | ----- | ----- | ----- |
| 2.446 | 2.517 | 2.935 | 3.045 | 3.024 | 3.107 | 3.124 | 2.822 | 2.606 |